# Desmognathus aeneus
Espèce
Synonymes
- Desmognathus chermocki Bishop & Valentine, 1950

Statut de conservation UICN

 NT  : Quasi menacé
Desmognathus aeneus est une espèce d'urodèles de la famille des Plethodontidae.

## Répartition
Cette espèce est endémique des États-Unis. Elle se rencontre dans le sud-ouest de la Caroline du Nord, dans l'est du Tennessee, dans le nord de la Géorgie et dans le Nord de l'Alabama.

## Publication originale
- Brown & Bishop, 1947 : A new species of Desmognathus from North Carolina. Copeia, vol. 1947, no 3, p. 163-166.